# Acmaea paleacea
Acmaea paleacea är en snäckart som beskrevs av Gould 1853. Acmaea paleacea ingår i släktet Acmaea och familjen Acmaeidae. Inga underarter finns listade i Catalogue of Life.